# 无调音乐
无调音乐（Atonality music )，又称无调性音乐，是现代音乐的一种重要流派与表现形式之一，無調性音階就是指音與音之間缺乏調性感，其构成方式与有調性的古典音乐差異頗大卻具有互补意义。

## 主要特征
產生於20世紀初期，由19世紀後期音樂中變音體系的極度發展、調性的頻繁變化、和弦結構的複雜化以及功能聯繫的消失等因素而逐步形成。
特點：無中心音或中心和弦，無調號，無調式特性，半音階的各音均可自由套用，儘可能不採用傳統的和弦結構，避免能產生調性作用的和聲進行。與此有關的是旋律、和聲、曲式、節奏與音樂構成方法均與傳統有極大的差異。由於無調性音樂乃逐步形成，因此，調性模糊的音樂與無調性音樂之間，在感覺上常無明確的界限。
该音乐形式有其构成法则，但是不同于传统音乐：
1. 以全音阶作为其音阶形式。
2. 没有系统主音，12音地位对等。
3. 没有主和弦与正三和弦体系，任何组合均可构成和弦。
4. 无调音乐对系统中出现的传统音乐成分似有排斥作用，如：旋律、和弦等。

因为“无调性”，无调音乐没有调性音乐具有的调式、和声指向性，如：动，静，解决，完结等属性，也没有协和弦，不协和弦的差异；但也有观点认为：无调音乐仍有解决向量，只是其方式不同于调式音乐。
从其构成特征来看，无调音乐是对传统音乐的一种反叛；但其构成及实践表明，无调音乐存在自然法则或自然逻辑基础，不是人为、人工规则或与自然法则无关的“创新”。

## 由來
無調性一詞最初用以形容阿诺德·勋伯格（德語：Arnold Schönberg)作品中開始完全脫離傳統的作品（自作品10號《第二弦樂四重奏》的最後樂章起至作品22號，均屬這一類型）。
現代一般通用的無調性一詞，並不局限於阿諾·荀伯格等作品的特性，而是所有具備無調性音樂特點的一種現代音樂類型的總稱。
無調性音樂不限於阿诺德·勋伯格在1920年後開始套用的十二音技法（亦稱十二音序列音樂），一般的無調性音樂並不根據某種特定的音列構成。而十二音序列音樂則在無調性音樂的基礎上，進一步消除調性的殘存影響和中心音的作用，根據特定要求將半音階的12個音，編排成序列原型進行創作，是一種有特定含義的無調性音樂。

## 相關作品
阿諾·荀白克 Arnold Schönberg《管弦樂曲五首》(Five Piece for Orchestra) Op.16 (1909)
安東·魏本 Anton Webern《大管弦樂隊樂曲六首》(Six Pieces for Large Orchestra) Op.6 (1910)
史特拉汶斯基《春之祭》(The Rite of Spring) (1913) 
阿爾班·貝爾格 Alban Berg，歌劇作品《沃采克》(Wozzeck) (1920)

## 参阅
- 调性
- 阿諾·荀白克